# Julio Faesler Carlisle
Julio Faesler Carlisle (Filadelfia, Pensilvania, Estados Unidos, 10 de mayo de 1930) es un economista y político mexicano, miembro del Partido Acción Nacional (PAN). Ocupó numerosos cargos académicos y gubernamentales, y fue diputado federal de 1997 a 2000.

## Biografía
Nació en la ciudad de Filadelfia, Pannsylvania, en los Estados Unidos, posteriormente se trasladó con su familia a la ciudad de Chihuahua, Chihuahua, donde realizó sus estudios de primaria, secundaria y preparatoria en el Instituto Regional. Al concluir se traslada a la Ciudad de México donde estudia en la Universidad Nacional Autónoma de México (UNAM) de donde egresa en 1956 como licenciado en Economía con la tesis «Intervención del estado en la vida económica».
Paralelamente a sus estudios, fue economista asistente en la Comisión Nacional de Precios de la entonces Secretaria de Industria y Comercio en 1952, y secretario particular del subsecretario de Hacienda y Crédito Público de 1952 a 1957. Entre 1959 y 1960 mantuvo un despacho propio de promoción económica y servicios legales. De 1961 a 1965 fue consejero comercial en la embarras de México en Londres y en Bruselas.
En 1967 se gradua como licenciado en Derecho también por la UNAM, con la tesis «La cláusula de nación mas favorecida y los tratados internacionales». Ejerció como docente en la UNAM, la Escuela Libre de Derecho, la Universidad Iberoamericana, en la Universidad de las Américas y en la Universidad del Valle de México, así como director el seminario del doctorado en Comercio Exterior del Instituto Politécnico Nacional.
en 1965 retornó a la secretaría de Industria y Comercio, donde fue subdirector general de Comercio y Asuntos Económicos Internacionales hasta 1967 y director general de Integración Económica Latinoamericana hasta 1970, siendo titular de la secretaría Octaviano Campos Salas. En 1971, en el gobierno del nuevo presidente Luis Echeverría Álvarez, fue el primer director general del recién fundado Instituto Mexicano de Comercio Exterior, finalizando su cargo junto con el gobierno De Echeverría en 1976. De 1976 a 1982 fue director general de Exportaciones de México se la secretaría de Comercio, siendo su titular Fernando Solana Morales en el gobierno de José López Portillo. 
Posteriormente fue asesor del director general de Productora e Importadora de Papel (PIPSA), y luego coordinador de para Nicaragua del Programa de Promoción de las Importaciones Centroamericanas del Banco Interamericano de Desarrollo (BID) de 1984 a 1985 y luego asesor del Banco Mundial para el programa de exportaciones de Costa de Marfil en 1989. 
En 1989 inició su participación política, particularmente en movimientos a favor de la democratización de México. De 1989 a 1996 fue presidente del Consejo para la Democracia, A.C. y fue integrante del «Grupo San Ángel». En 1997 fue elegido diputado federal por el principio de representación proporcional postulado por el PAN, partido al que se afilia en 1998. Fue diputado a la LVII Legislatura de 1997 a 2000 y en ella fue presidente del comité de Asuntos Internacionales; así como integrante de las comisiones de Comercio; del Distrito Federal; especial de Equidad y Género; y, especial de Participación Ciudadana.
En 2001 el presidente Vicente Fox Quesada, lo nombra embajador de México en India, permaneciendo en el cargo hasta 2004, fecha en que pasa a ser director de la Unidad de Asuntos Internacionales de la Secretaría del Trabajo y Previsión Social y permaneció en dicho cargo hasta 2006, siendo titulares de la secretaría Carlos Abascal Carranza y Francisco Javier Salazar Sáenz.